# Sol Schiff
Sol Schiff (* 28. Juni 1917 in Manhattan, New York; † 26. Februar 2012 in New York City, New York) war ein US-amerikanischer Tischtennisspieler. Er nahm an vier Weltmeisterschaften teil. Er wurde 1937 Weltmeister mit der US-Mannschaft und 1938 im Doppel.

## Aktive Zeit
Der Linkshänder Sol Schiff begann 1925 mit dem Tischtennisspielen. Er machte rasch Fortschritte und siegte 1934 bei den Offenen amerikanischen Meisterschaften im Einzel und im Doppel, ein Jahr später wurde er Nationaler US-Meister im Einzel. 1935 wurde er erstmals – mit 18 Jahren – für die Weltmeisterschaft nominiert. Hier überstand er im Einzel die erste Runde gegen den Engländer Leo Baron und verlor dann gegen Isays Joffe aus Lettland. In der anschließenden Trostrunde der Verlierer siegte er im Endspiel gegen den Engländer Alec Brook.
Bei der WM 1937 gewann er mit der amerikanischen Herrenmannschaft die Goldmedaille. In 22 Spielen wurde er nur einmal besiegt. 1938 erreichte er in London im Einzel und im Mixed das Viertelfinale, wurde im Teamwettbewerb Dritter und im Doppel mit James McClure Weltmeister vor den Ungarn Victor Barna/László Bellák.
In den 1930er Jahren veranstaltete Sol Schiff Schaukämpfe. 1939 verfasste er das Buch Table Tennis Comes of Age. Während des Zweiten Weltkrieges diente er in der Armee.
Nach dem Krieg nahm er noch an der WM 1947 teil und holte mit der Mannschaft Silber. Bei offenen kanadischen Meisterschaften siegte er insgesamt fünfmal.
In der ITTF-Weltrangliste belegte er 1938 Platz fünf.

## Zeit danach
In den 1950er und 1960er Jahren zeigte er wieder Schaukämpfe. 1976 wurde er Präsident des amerikanischen Tischtennis-Verbandes USATT. Diesen Posten hatte er acht Jahre lang inne, danach nochmals von 1986 bis 1988. Zudem handelte er mit Tischtennisartikeln.
Für seine Verdienste wurde er 1991 mit dem ITTF Merit Award ausgezeichnet. Bereits 1966 wurde er in die USATT Hall of Fame aufgenommen. 2000 erhielt er den Mark Matthews Lifetime Achievement Award.

## Turnierergebnisse
| Verband | Veranstaltung     | Jahr | Ort     | Land | Einzel        | Doppel        | Mixed         | Team |
| ------- | ----------------- | ---- | ------- | ---- | ------------- | ------------- | ------------- | ---- |
| USA     | Weltmeisterschaft | 1947 | Paris   | FRA  | letzte 64     | letzte 16     | letzte 32     | 2    |
| USA     | Weltmeisterschaft | 1938 | Wembley | ENG  | Viertelfinale | Gold          | Viertelfinale | 3    |
| USA     | Weltmeisterschaft | 1937 | Baden   | AUT  | letzte 32     | Viertelfinale | letzte 16     | 1    |
| USA     | Weltmeisterschaft | 1935 | Wembley | ENG  | letzte 64     | letzte 64     | keine Teiln.  | 13   |